# Gordan Kožulj
Gordan Kožulj, hrvaški plavalec, * 28. november 1976, Zagreb, SFRJ.
Treniral je predvsem hrbtno plavanje. V svoji športni karieri je Gordan dosegel številne uspehe, med katerimi so: ameriško tekmovanje (1998), evropsko (2000, 2001, 2002) in svetovno (2000) naslovi v plavanju ter prekinitev evropskega (100 m hrbtno) in svetovnega (200 m hrbtno) kratkega, rekordi tečaja plavanja. Natančneje, na svetovnem prvenstvu v vodnem športu leta 2003 je osvojil srebrno medaljo na plavanju 200 m hrbtno. Leta 2000 je v Atenah postal svetovni prvak v teku na 200 m hrbtno (kratka proga). Leta 1999 je na evropskem prvenstvu v Istanbulu osvojil dve srebrni medalji. Kasneje je v letih 2000 in 2002 postal evropski prvak v teku na 200 m hrbtno. Poleg tega je Gordan nastopil na štirih zaporednih poletnih olimpijskih igrah za svojo domovino, začenši v Atlanti leta 1996, nato v Sydneyu 2000, Atene 2004 in Peking 2008.
Na podlagi teh rezultatov je bil Gordan razglašen za hrvaškega športnika leta in za najboljšega hrvaškega športnika leta 2002 (s strani Hrvaškega olimpijskega komiteja). Prav tako ga je predsednik Hrvaške odlikoval z redom za športne dosežke (1998) in prejel posebno nagrado hrvaškega olimpijskega komiteja za najboljšega predstavnika hrvaškega športa na svetu.
V svoji poklicni plavalni karieri je samostojno vodil trženjske / sponzorske odnose z javnostjo ter uvedel nov marketinški pristop za promocijo športnikov na hrvaškem trgu. 
Akademsko je diplomiral na Kalifornijski univerzi v Berkeleyju v ZDA, iz politične ekonomije, in pridobil MBA (Master of Business Administration) na Fakulteti za poslovanje in ekonomijo na Univerzi v Zagrebu, Hrvaška. Gordan je pridobil znanje in izkušnje pri vodenju projektov. Pravzaprav je certificirani strokovnjak za projektne vodje (PMP), ki ga je sprejel Institute for Project Management (PMI). 
Kožulj se je upokojil iz tekmovalnega plavanja na evropskem prvenstvu v kratkem teku leta 2008 na Reki. Marca 2008 je bil imenovan za direktorja hrvaške plavalne reprezentance in zamenjal vršilca dolžnosti Tomislava Karla. Septembra 2009 je bil Kožulj izvoljen v komisijo športnikov evropskih olimpijskih komitejev. Izvoljen je bil tudi za člana tržne komisije evropskih olimpijskih komitejev. Kasneje je bil zaposlen v podjetju Madison Consulting, kjer je delal za stranke pri strateškem komunikacijskem svetovanju. Leta 2013 je začel delati kot svetovalec za upravljanje pri Deloitteju, kjer je njegov cilj pomagati podjetjem in institucijam pri načrtovanju, rasti in prestrukturiranju z reševanjem ključnih vprašanj, kot so strategija, poslovanje in upravljanje sprememb. 
Od leta 2010 je kot član Državnega sveta za šport Gordan svetovalec hrvaškega parlamenta za športna vprašanja in deluje kot strokovnjak Izvajalske agencije Evropske komisije za izobraževanje, avdiovizualno področje in kulturo (EACEA). Poleg tega je bil član strokovnega odbora (ki ga je sestavila Nacionalna agencija za znanost in visoko šolstvo) za izvajanje ponovne akreditacije visokošolskih zavodov (2014). V obdobju 2009–2012 je bil prostovoljec kot generalni sekretar največje hrvaške dobrodelne fundacije Korak v življenje. V letih 2012/2013 je bil Gordan predsednik kandidature Zagreb-Reka za evropske univerzitetne igre 2016, po uspešnih dražbah pa je prevzel vlogo podpredsednika organizacijskega odbora (2013–2016). 
Gordan je poročen z Ivano Kožulj in ima dva sinova: Luko in Toma